# جريدة الوسيط
الوسيط صحيفة إعلانية مجانية أسبوعية تصدر في عدة دول عربية هي (لبنان والإمارات وقطر والبحرين وعُمان ومصر والأردن) وتصدر تحت اسم «الوسيلة» في (سوريا والسعودية) إضافة إلى فرنسا.

## البدايات والمؤسس
محمد بشار كيوان رجل الأعمال السوري - الفرنسي من أبرز المستثمرين في الشركات التي تغطي منطقة الشرق الأوسط وأجزاء من أوروبا الشرقية وأفريقيا، مؤسس ورئيس مجموعة الوسيط الدولية (AWI)، وهي من أكبر المجموعات الاعلامية في الشرق الأوسط.
انطلاقته الرئيسية كانت في العام 1992، من خلال «الوسيط»، أول نشرة أسبوعية مبوبة في الكويت، والتي وخلال فترة قصيرة جدا تمكنت من أن تصبح الأكثر رواجاً في السوق الكويتية، بعدها هدف كيوان إلى تحقيق انتشار جغرافي واسع في مختلف أنحاء العالم بما في ذلك سوريا ولبنان والإمارات العربية المتحدة، مصر والسعودية وقطر، فحققت «الوسيط» نجاحاً لا مثيل له واصبح نموذجها مدرسة في مجال العمل الاعلاني الترويجي في الشرق الأوسط. إلى ذلك، أطلق كيوان منشورات جديدة تنوعت بين المجلات الاجتماعية والصحف اليومية المطبوعة والإلكترونية. في العام 2006 انضم إليه مجد سليمان، وتمكنا من تأسيس الوسيط الدولية (AWI)، وتعتبر AWI اليوم إمبراطورية اعلامية انطلقت من الشرق الأوسط لتنتشر في دول مجلس التعاون الخليجي وأوروبا الشرقية وروسيا. وتضم المجموعة باقة من أبرز المطبوعات الرائدة بما فيها مجلة ليالينا، صحيفة البلد والمجلات الدولية الأخرى بما في ذلك غالا، ماري كلير، توب جير، وفورتشن أرابيا.
الموقع والتخصص
تتخصص الوسيط بكافة الاعلانات التجارية وتضم أبواب: عقارات - سيارات - إلكترونيات - وظائف - مقتنيات - متفرقات - هوايات. وفي بعض البلدان تُنشَر عدّة إصدارات لتغطية كلّ منطقة بإصدار.